# Gelbe Sächsische Renette
Die Gelbe Sächsische Renette ist eine alte Sorte des Kulturapfels (Malus domestica). Die auch als Zitronenapfel oder Meißner Winter-Zitronenapfel (nicht zu verwechseln mit dem Seestermüher Zitronenapfel) bezeichnete, nur regional verbreitete Sorte stammt aus dem Raum Meißen und wurde 2016 zur ersten Sächsischen Obstsorte des Jahres gekürt.
Die Gelbe Sächsische Renette steht (Stand 2018) auf der Roten Liste der gefährdeten einheimischen Nutzpflanzen in Deutschland. Neben regionalen Neupflanzungen wird das Fortbestehen der Sorte auch durch Ex-situ-Maßnahmen gesichert.

## Beschreibung

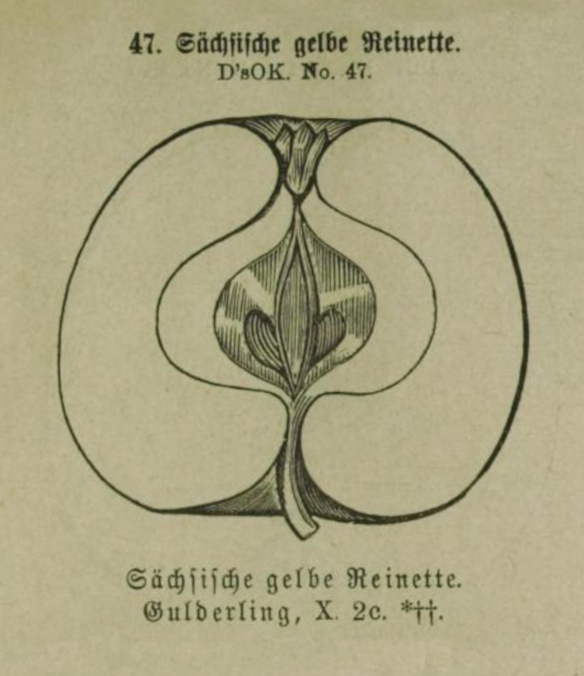
Schnittzeichnung der Sächsischen gelben Reinette

### Frucht
Die Gelbe Sächsische Renette ist ein zumeist kugelförmiger, zum Teil auch hochgebauter Apfel mit einer glänzenden zitronengelben Schale, die vereinzelt rötliche Färbungen aufweisen kann. Das Fruchtfleisch ist gelblich, leicht säuerlich und saftig. Die Sorte ist sehr gut als Mostapfel geeignet.
Die Reifezeit der Gelben Sächsischen Renette liegt zwischen Dezember und März, was die Sorte als Winterapfel klassifiziert. Die Gelbe Sächsische Renette liefert gute Erträge, die jedoch erst spät einsetzen (bei Hochstämmen nach 10 bis 15 Jahren) und alternierend, also nicht in jedem Jahr auftreten.

### Baum
Der Baum stellt keine besonderen Ansprüche an den Boden und das Klima. Er erreicht eine durchschnittliche Obstbaumgröße, die Krone wächst sehr breit, wenn sie nicht zurückgeschnitten wird.

## Herkunft und Verbreitung

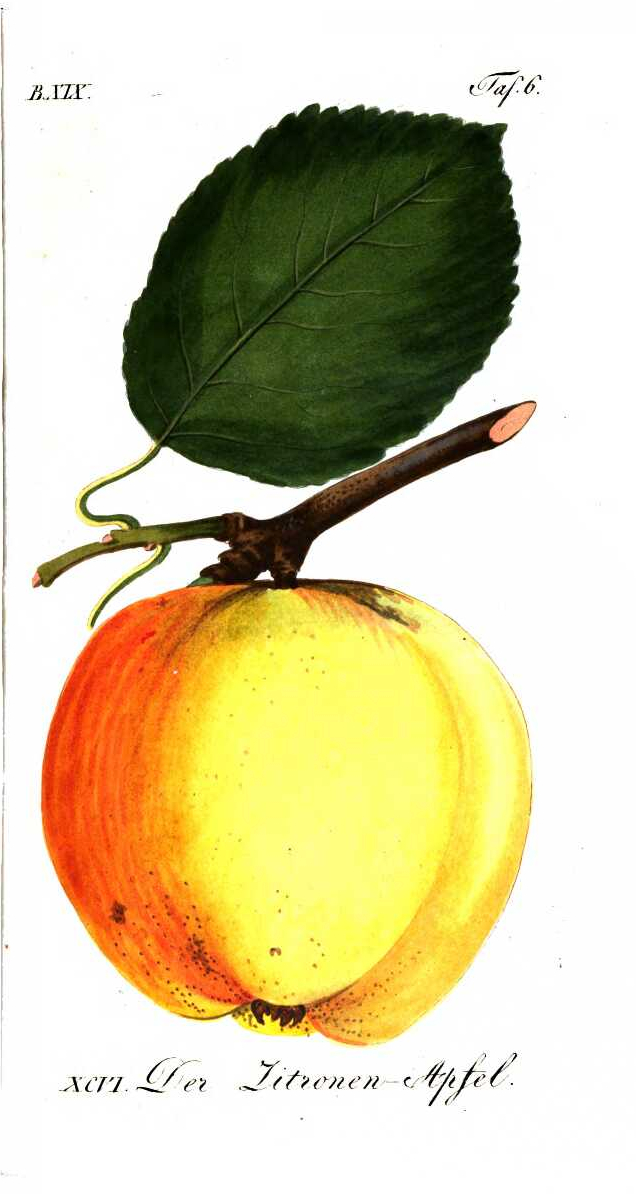
Abbildung der Gelben Sächsischen Renette aus dem Teutschen Obstgärtner, 1803, hier noch als Zitronenapfel benannt

Die ersten bekannten Aufzeichnungen über den Anbau der Gelben Sächsischen Renette datieren um das Jahr 1800. Sie beschreiben die damals noch als Zitronenapfel oder Meißner Winter-Zitronenapfel bezeichnete Sorte als Winterapfelsorte, die nicht selten, aber nur im Raum Meißen kultiviert wurde. Um Verwechselungen mit anderen Äpfeln zu vermeiden, wurde die Sorte in den 1880er Jahren in Gelbe Sächsische Renette umbenannt.
In ihrer Heimat wurde die Sorte zum Anbau empfohlen und gehörte zum 1885 veröffentlichten Normalobstsortiment für das Königreich Sachsen. Als gut lagerbarer Winterapfel beherrschten ihre Früchte ab Weihnachten bis in das späte Frühjahr den Markt für Äpfel in Sachsen. Da die Gelbe Sächsische Renette als einer der besten Wirtschaftsäpfel, vor allem für die Zubereitung von Apfelmus geschätzt wurde, hatten die Früchte einen hohen Marktwert. Bis zum Ersten Weltkrieg blieb der Apfel im Meißner Raum verbreitet, nach dessen Ende wurde er jedoch aus dem sächsischen Obstsortiment entfernt und dadurch nicht weiter beachtet.
Im Jahr 2015 wurde der Bestand an Bäumen der Gelben Sächsische Renette auf nur noch 25 Exemplare geschätzt. Im Zuge der Ernennung zur Sächsischen Obstsorte des Jahres 2016 begannen daraufhin Pomologen in Zusammenarbeit mit regionalen Baumschulen, die Sorte aus Reisern der Altbäume zu vermehren und wieder zu verbreiten. Ebenfalls anlässlich der Ernennung wurde 2016 ein Exemplar des Baumes durch den damaligen sächsischen Ministerpräsidenten Stanislaw Tillich im Fürst-Pückler-Park Bad Muskau gepflanzt.